# Tour of the Mongoose
Tour of the Mongoose är den colombianska sångerskan Shakiras tredje turné, men hennes första världsturné. Hon spelade låtar från sin första engelskspråkiga skiva, Laundry Service, men också många gamla låtar från hennes tidigare album.
Turnén startade 8 november 2002 och slutade den 11 maj 2003, och hade 61 spelningar i tre världsdelar.
Turnén kallades mungons turné för att mungon är ett av de få djur som kan besegra en kobra och hon tror att vi alla har en liten mungo inom oss som kan besegra hat.
Shakira fick också stor kritik för att hon gjorde en video som visades i bakgrunden när hon sjöng låten "Octavo Día". Videoklippet visar klipp av skadade människor, bomber och USA:s förre president George W. Bush när han spelar schack mot Saddam Hussein. Hon menade att de tar kriget i Irak som ett spel och inte bryr sig om hur många oskyldiga som dör.
Konserten i Nederländerna spelades in och blev tillsammans med andra videor, hennes andra livealbum "Live & Off the Record", som kom ut 30 mars 2004.

## Showen
Showen innehöll mycket olika specialeffekter. När hon började showen lyftes en stor orm i luften och där inne stod Shakira. Hon spelade också trummor under låten "Rules". Under finalnumret åker hon på en stor plattform som flyger runt hela arenan. Showen innehöll också en massa olika kläder, ett antal hissar och två sido scener som gick ut till publiken på vänster och höger. Hon spelar också gitarr under ett antal låtar.

## Låtar i icke-spansktalande länder
1. "Intro/Ojos Así"
2. "Si Te Vas"
3. "Fool"
4. "Ciega, Sordomuda"
5. "The One"
6. "Dude Looks Like A Lady"
7. "Back in Black"
8. "Rules"
9. "Inevitable" 1
10. "Underneath Your Clothes"
11. "Estoy Aquí"
12. "Octavo Día"
13. "Ready For The Good Times"
14. "Un Poco De Amor"
15. "Poem to a Horse" 1
16. "Tú"
17. "Objection (Tango)"
18. "Whenever, Wherever"

## Låtar i spansktalande länder
1. "Intro/Ojos así"
2. "Si Te Vas"
3. "Inevitable"
4. "Ciega, Sordomuda"
5. "¿Dónde Están Los Ladrones?"
6. "Dude (Looks Like A Lady)"
7. "Back in Black"
8. "Rules"
9. "Underneath Your Clothes"
10. "Estoy Aquí"
11. "Octavo Día"
12. "Ready For The Good Times"
13. "Un poco de amor"
14. "Te dejo Madrid"
15. "Tú"
16. "Te Aviso, Te Anuncio (Tango)"
17. "Suerte(Whenever, Wherever)"